# A Grande Aposta
A Grande Aposta é uma telenovela portuguesa transmitida entre 23 de Setembro de 1997 e 13 de março de 1998 na RTP. É da autoria de Tozé Martinho, Cristina Aguiar e Sarah Trigoso e contou com 150 episódios de exibição..

## Sinopse
A história passa-se cerca de 20 anos depois de ter sido feita a Grande Aposta que dá nome a esta novela. Carlos Costa, filho de uma família rica, tinha então 26 anos. Ele e o seu amigo Fernando, de 29, estão a praticar vela na Baía de Cascais, quando se levanta um temporal. Já de volta ao Clube Naval, dão-se conta de um pequeno barco à vela com problemas para regressar, e decidem tentar ajudar. Dentro do barco encontram uma linda jovem de 15 anos, Ana Maria, que perdera os sentidos ao levar com a retranca na cabeça. Conseguem por fim resgatar o pequeno barco e trazê-lo para terra, e é então que os seus olhares caem na jovem Ana Maria. Ela tem uma cara linda e ficam os dois deslumbrados. Decidem fazer uma aposta, ao princípio por brincadeira, mas depois por capricho e teima. Qual deles, no futuro, conseguirá casar com Ana Maria? Muita coisa mudou em 21 anos e Ana Maria é agora uma mulher bonita e rica que os dois amigos tentarão a todo o custo conquistar.

## Elenco
- Alexandra Leite[8][9] - Joana (secretária/assistente de Luísa)
- Anita Guerreiro[10] - Augusta
- António Pedro Cerdeira - Simão das Neves
- Armando Cortez[2] - Lourenço Cardoso (Sorriso)
- Badaró - Pirolito (palhaço que substitui Sorriso no Circo Romero)
- Catarina Avelar - Helena Ribeiro
- Cucha Carvalheiro - Stella Rodrigues
- Estrela Novais[2] - Camila
- Fernanda Serrano[11] - Carlota Costa
- Flávia Sardinha - Elvira (empregada de Becas e Sérgio)
- Guilherme Filipe - Sérgio Gomes Rosa
- Isabel de Castro[2] - Babiette
- Joel Branco - Vítor Romero
- José Gomes - Baltazar
- Lina Morgado - Rute (presidiária que implica com Ana Maria)
- Luís Esparteiro[2][12] - Carlos Costa
- Lúcia Moniz[13][14][15] - Bárbara / Susana
- Luís Vicente - Maurício
- Lurdes Norberto - Luísa Cardoso Reynolds
- Manuela Carona - Kiki (amiga de Teresa)
- Manuela Santos - Raquel Ramos
- Manuel Cavaco[2] - Júlio Romero
- Margarida Marinho[2] - Ana Maria Cardoso Ramos
- Margarida Reis[16] - Isabel Gouveia (Becas)
- Maria Arriaga - Sofia (secretária de Edmundo)
- Maria das Graças - Adelaide Nhambone
- Maria da Paz - Carmela (dona da roulotte do Circo Romero)
- Natália Luiza[2] - Teresa Marques Leal
- Noémia Costa - Rosa
- Patrícia Brito e Cunha - Rita (amiga de Carlota)
- Patrícia Bull - Sara
- Pedro Lima - Pedro Ramos Romero
- Ricardo Carriço[2][17] - Orlando Gomes
- Rogério Samora[3] - Fernando Ribeiro
- Rosa Alexandra - Vera (empregada de Teresa e Edmundo)
- Rosa Villa[18] - Rosete
- Sandra Cóias- Liu Lin
- Sandra Nozes - Rose (sobrinha americana de Luísa)
- Teresa Côrte-Real[19] - Freira (que ajuda Baltazar e Carlos a tirar Ana Maria da clínica)
- Victor de Sousa - Edmundo Marques Leal
- Virgílio Castelo - Francisco Ramos
- Xana Campos - Margarida (amiga de Carlota)

## Participações
- Abdul Razac Seco - Advogado de Luísa (e Estafeta que faz entrega na casa de Becas, episódio 119)
- Amílcar Azenha - Rapaz no bar que assedia Sara
- Ana Mafalda - Rapariga que assiste ao espectáculo do Circo Romero
- António Aldeia - Motorista de Luísa
- António Fortuna - Agente artístico
- Carlos Gonçalves - Amigo de Edmundo e Teresa
- Carlos Lacerda - Gestor de conta de Becas
- Fernando Tavares Marques - Director da Clínica onde Ana Maria está internada
- Francisco Jotta - Padre Francisco (com quem Fernando fala) (episódio 3 e 5)
- Ilídio Trindade - Empregado do escritório do aeródromo (com quem Maurício fala) (episódio 55)
- Ivan Coletti - Maquilhador no desfile organizado por Becas
- João Mais - Gestor de conta de Raquel
- Joaquim Nicolau - Joaquim (funcionário do Aeródromo)
- Jorge Carvalho - Américo (porteiro do Hotel das Marés)
- Jorge Magalhães - Beto (funcionário do Circo Romero)
- Jorge Veiga Xavier - Agente Tavares (responsável pelo caso de Maurício)
- José Fiúza - Jornalista que entrevista Luísa
- Juan Goldin - Garcia (produtor do filme de Stella)
- Luís Fortunato - Agente PSP que prende Ana Maria
- Luís Gaspar - Rapaz que tenta tirar a mala a Sara no bar do Hotel das Marés
- Maria Hernâni - Funcionária do Circo Romero
- Manuel Arouca - Médico que Fernando recomenda para operar Susana
- Roberto Durão - Dr. Ribas (Advogado de Ana Maria)
- Rosa Guerra - Guarda prisional
- Rui Fernandes - Sr. Alves (merceeiro que vai a casa de Teresa e Edmundo cobrar a dívida)
- Sofia Reis - Cliente do Bar
- Sofia Sá da Bandeira
- Tozé Martinho - Apresentador do Concerto de Susana
- ??? - Gracinda (1ª secretária de Fernando no consultório)
- ??? - Rafael (marido de Kiki)
- ??? - Lurdes (2ª secretária de Fernando na clínica)